# Командный чемпионат СССР по шахматной композиции 1965/1966
Командный чемпионат СССР по шахматной композиции 1965—1966 — 5-й командный чемпионат.
Проводился по тем же разделам и тем же числом досок. Участники — 10 команд: 164 задачи и этюда 172 авторов. Зачётных композиций — 101. 
Победитель — команда Ленинграда (150½ очка из 200). 
Судьи: Е. Рухлис и И. Драйска (двухходовки), В. Гебельт и А. Копнин (трёхходовки), В. Брон и Я. Владимиров (многоходовки), Ал. Кузнецов и Г. Надареишвили (этюды), В. Корольков (кооперативные маты), Ю. Гордиан (обратные маты). 
Составы команд-победительниц: 
1. Ленинград — А. Гербстман, К. Ермолаев, Кацнельсон, Корольков, Е. Кощаков, С. Синакевич, Сушков, А. Федотов;
2. Москва — Банный, Владимиров, А. Гуляев, Ан. Кузнецов, Лошинский, Э. Погосянц, Чепижный;
3. РСФСР (Свердловская область) — Ю. Белякин, Брон, М. Гафаров, Н. Глинских, А. Ивунин, Ю. Лазарев, Н. Маслов, Р. Телегин.

## Таблица
| Команды                      | Разделы, число досок и зачётных очков | Разделы, число досок и зачётных очков | Разделы, число досок и зачётных очков | Разделы, число досок и зачётных очков | Разделы, число досок и зачётных очков | Разделы, число досок и зачётных очков | Разделы, число досок и зачётных очков | Разделы, число досок и зачётных очков | Разделы, число досок и зачётных очков | Разделы, число досок и зачётных очков | Разделы, число досок и зачётных очков | Разделы, число досок и зачётных очков | Разделы, число досок и зачётных очков | Разделы, число досок и зачётных очков | Разделы, число досок и зачётных очков | Очки |
| Команды                      | двухходовки                           | двухходовки                           |                                       | трёхходовки                           | трёхходовки                           |                                       | многоходовки                          | многоходовки                          |                                       | этюды                                 | этюды                                 |                                       | кооперативные маты                    |                                       | обратные маты                         | Очки |
| Команды                      | 1                                     | 2                                     |                                       | 1                                     | 2                                     |                                       | 1                                     | 2                                     |                                       | 1                                     | 2                                     |                                       | 1                                     |                                       | 1                                     | Очки |
| ---------------------------- | ------------------------------------- | ------------------------------------- | ------------------------------------- | ------------------------------------- | ------------------------------------- | ------------------------------------- | ------------------------------------- | ------------------------------------- | ------------------------------------- | ------------------------------------- | ------------------------------------- | ------------------------------------- | ------------------------------------- | ------------------------------------- | ------------------------------------- | ---- |
| Ленинград                    | 16                                    | 17                                    |                                       | 14                                    | 15½                                   |                                       | 17                                    | 0                                     |                                       | 20                                    | 20                                    |                                       | 11                                    |                                       | 17                                    | 150½ |
| Москва                       | 20                                    | 19                                    |                                       | 19                                    | 0                                     |                                       | 19                                    | 17                                    |                                       | 18                                    | 0                                     |                                       | 17                                    |                                       | 15                                    | 144  |
| РСФСР (Свердловская область) | 14                                    | 20                                    |                                       | 7                                     | 20                                    |                                       | 14                                    | 20                                    |                                       | 0                                     | 0                                     |                                       | 14                                    |                                       | 18½                                   | 127½ |
| Украина-1                    | 10                                    | 13                                    |                                       | 13                                    | 19                                    |                                       | 11                                    | 19                                    |                                       | 0                                     | 15                                    |                                       | 9                                     |                                       | 16                                    | 125  |
| Белоруссия                   | 19                                    | 0                                     |                                       | 17                                    | 0                                     |                                       | 15                                    | 0                                     |                                       | 17                                    | 16                                    |                                       | 19                                    |                                       | 18½                                   | 121½ |
| РСФСР (сборная)              | 15                                    | 16                                    |                                       | 16                                    | 0                                     |                                       | 18                                    | —                                     |                                       | 16                                    | —                                     |                                       | 13                                    |                                       | 13                                    | 107  |
| Украина-2                    | 0                                     | 12                                    |                                       | 0                                     | 17                                    |                                       | 12                                    | 18                                    |                                       | 0                                     | 19                                    |                                       | 15                                    |                                       | 14                                    | 107  |
| Грузия                       | 18                                    | 18                                    |                                       | 15                                    | 0                                     |                                       | 10                                    | 0                                     |                                       | 0                                     | 12                                    |                                       | 20                                    |                                       | —                                     | 93   |
| Казахстан                    | 12                                    | 0                                     |                                       | 20                                    | 0                                     |                                       | 20                                    | 0                                     |                                       | 0                                     | 17                                    |                                       | 8                                     |                                       | 0                                     | 77   |
| ВС СССР                      | 13                                    | 9                                     |                                       | 10                                    | 15½                                   |                                       | 0                                     | 0                                     |                                       | 0                                     | 0                                     |                                       | 16                                    |                                       | 0                                     | 63½  |